# Terrorisme au Canada
Selon le Service canadien du renseignement de sécurité (SCRS), le terrorisme au Canada c'est la « menace ou perpétration d'actes de violence grave pour forcer le Gouvernement canadien à agir d'une certaine façon. Les actes de violence grave sont ceux qui causent des lésions corporelles sérieuses ou entraînent la mort de personnes, ou qui endommagent sérieusement ou détruisent des biens publics ou privés, et qui sont contraires aux lois canadiennes ou le seraient s'ils étaient commis au Canada. » Donc, il désigne l'ensemble des activités terroristes sur le territoire national canadien ou contre des citoyens du Canada. Il présente des spécificités liées à l'histoire et la situation politique canadienne, et a conduit à la création de nombreuses lois particulières et à un ensemble de moyens de lutte antiterroriste.

## Organisations terroristes bannies au Canada
Le Canada publie quatre différentes listes condamnant les organisations terroristes et les terroristes eux-mêmes. La première est émise par le biais de la Loi antiterroriste du « Code criminel », une autre par le « BSIF », la troisième en appliquant la résolution 173 de l'ONU et la dernière en appliquant la liste émise par le comité créé par la résolution 1267 du Conseil de sécurité des Nations unies en 1999. 

## Histoire du terrorisme au Canada

### Le terrorisme au Canada auXIXesiècle
Les actes terroristes de cette époque sont principalement dus à des requêtes institutionnelles et sont fortement influencés par les différentes révolutions dans le monde. 

### Terrorisme dans les années 1960-1970
Pendant cette période, le Canada est marqué par un mouvement de terrorisme intérieur, dont la principale organisation terroriste est le Front de libération du Québec (FLQ), un mouvement clandestin réclamant une insurrection d'inspiration socialiste. Celui-ci et les autres organisations terroristes de l'époque sont influencés par la guerre d'Algérie et la Révolution cubaine. Ces organisations se disent être marxistes et indépendantistes. Tout au long des années 1960, le Canada, principalement le Québec, est touché par des attaques à main armée et des attentats à la bombe. Le point culminant est en octobre 1970, série d'événements désignée comme étant la crise d'Octobre. 

### Terrorisme dans les années 1980-1990
Dans les années 1980, le Canada est touché par des mouvements terroristes étrangers. Par exemple, il y aura des assassinats politiques de diplomate turcs sur le sol canadien. L’attentat à la bombe du vol 182 d'Air India le 23 juin 1985, avec ses 329 personnes à bord dont 268 personnes de nationalité canadienne, constitue à ce jour l’attentat le plus meurtrier de l’histoire du Canada. L’attentat est attribué à un groupe armé sikh, le Babbar Khalsa, agissant au Canada.  
Des terroristes solitaires ayant des motifs politiques causent aussi des massacres. Le 8 mai 1984, le caporal Denis Lortie fait trois morts et treize blessés lors de la fusillade du 8 mai 1984 à l'hôtel du Parlement du Québec. Lortie croyait agir selon la volonté de Dieu. Le 6 décembre 1989, lors de la tuerie de l'École polytechnique de Montréal, Marc Lépine, tue quatorze femmes et en blesse quatorze autres (10 femmes et 4 hommes). Lépine spécifie dans une lettre les motifs politiques de ses actes et accuse les féministes.

### Terrorisme dans les années 2000-2020
Au début du XXIe siècle, les attentats terroristes se sont caractérisés par des revendications soit antimondialiste avec la Résistance internationaliste, soit linguistique avec la Brigade d'autodéfense du français de Rhéal Mathieu. 
Le plus important attentat terroriste islamiste est déjoué en 2006 : une série de perquisitions menées par plus de 400 policiers dans la région métropolitaine de Toronto en Ontario au Canada, mène à l'arrestation de 18 individus (14 adultes et 4 personnes d'âge mineur) et au démantèlement d'un complot terroriste d'envergure. Les terroristes prévoyaient prendre d'assaut le Parlement d'Ottawa, afin de procéder à l'enlèvement de députés. Ils auraient alors réclamé le retrait des troupes canadiennes en Afghanistan et la libération de certains prisonniers au Moyen-Orient, sans quoi ils auraient assassiné les otages par décapitation. L'assassinat du premier ministre Stephen Harper était aussi envisagé..
Le 4 septembre 2012, a lieu l’attentat du Métropolis contre le Parti québécois lors de l'élection générale québécoise de 2012. Richard Henry Bain, le principal suspect, a tenté d'assassiner Pauline Marois, première ministre du Québec. Il a par la suite fréquemment répété ses positions politiques contre l'indépendance du Québec lors de ses comparutions en cour. 
Le 29 janvier 2017, un attentat a lieu à la grande mosquée de Québec : six hommes musulmans sont tués et plusieurs autres blessés lorsqu'un homme armé ouvre le feu au Centre culturel islamique de Sainte-Foy, à Québec, pendant les prières du dimanche soir. Alexandre Bissonnette, 27 ans, résident de Cap-Rouge, s'est livré à la police et a été inculpé des meurtres.
Le 23 avril 2018, un homme se réclamant de la mouvance Incel (communautés en ligne misogynes) tue dix personnes dans une attaque à la camionnette-bélier à Toronto.

### Terrorisme dans les années 2020
En juin 2021, un homme motivé par l’islamophobie tue quatre personnes appartenant à une famille musulmane à London (sud de l’Ontario).

## Implications du Canada dans la lutte contre le terrorisme

### Lutte contre le FLQ
Dès la fin des années 1960, la Gendarmerie royale du Canada a infiltré les rangs du FLQ. En octobre 1970, le gouvernement du Québec demande l'aide de l'Armée canadienne par le biais de l'Aide aux pouvoirs civils.

### Guerre en Afghanistan
Depuis 2001, le Canada est engagé dans la lutte contre le terrorisme par son implication à l'étranger, principalement dans la guerre en Afghanistan .

### Souverainisme québécois
Depuis sa création, le Parti québécois s'est fortement opposé à la lutte armée pour l'indépendance et s'est totalement dissocié du FLQ. En effet, ce parti tente d'atteindre l'indépendance du Québec par le biais des valeurs sociales et démocratiques.

### Groupe d'action contre le terrorisme (GACT)
Le Canada est présentement président du Groupe d'action contre le terrorisme (GACT). Ce groupe a été créé en juillet 2003, afin d'établir un « plan d'action pour établir une volonté et une capacité politiques en vue de lutter contre le terrorisme adopté au Sommet d'Évian par les dirigeants du G8, alors présidé par la France ». Le but de ce groupe d'action est d'appuyer le Comité contre le terrorisme (CCT) du Conseil de sécurité de l'ONU.